# John Panton
John Panton, MBE (Pitlochry, 9 oktober 1916 - 24 juli 2009) was een beroemde Schotse golfprofessional. Hij speelde onder meer drie keer in de Ryder Cup.
Panton werd in 1935 professional en werkte in een lokale golfshop. Tijdens de Tweede Wereldoorlog zat hij in militaire dienst. Na de oorlog speelde hij veel toernooien. Hij won in Schotland onder meer 8x het Schots PGA Kampioenschap en 7x het Northern Open. Buiten Schotland won hij het News of the World Match Play in Liverpool en 3x het Woodlawn Invitation Open op de Woodland Golf Course van de US Air Force in Duitsland.
Hij won ook drie toernooien als senior golfer.

## Gewonnen
- 1948: Northern Open, Scottish Professionals Championship
- 1949: Scottish Professionals Championship
- 1950: Silver King Tournament, Scottish Professionals Championship
- 1951: Daks Tournament, Northern Open, Scottish Professionals Championship
- 1952: North British-Harrogate Tournament, Northern Open
- 1954: Scottish Professionals Championship
- 1955: Scottish Professionals Championship
- 1956: News of the World Match Play, Northern Open
- 1958: Woodlawn Invitation Open
- 1959: Woodlawn Invitation Open, Northern Open, Scottish Professionals Championship
- 1960: Woodlawn Invitation Open, Northern Open
- 1962: Northern Open
- 1966: Scottish Professionals Championship (tie met Eric Brown)
- 1967: World Seniors Championship, PGA Seniors Championship
- 1969: PGA Seniors Championship

## Teams
- Ryder Cup: 1951, 1953, 1961
- World Cup: 1955, 1956, 1957, 1958, 1959, 1960, 1961, 1962, 1963, 1964, 1965, 1966, 1968

Panton's dochter Catherine Panton-Lewis was mede=oprichter van de Ladies European Tour.